# چاودار (سرده)
چاودار (نام علمی: Secale) نام یک سرده از تیره گندمیان است.